# Politique à Bahreïn
Bahreïn est une monarchie, dirigée par le roi Hamad ben Issa el-Khalifa. Le parlement est composé de deux chambres, Majlis an-Nouwwab (chambre des députés) et Majlis ach-Choura, de 40 sièges chacun, depuis la proclamation de la nouvelle Constitution par Hamad Al Khalifa le 14 février 2002. Selon cette constitution, le titre du souverain est passé d'émir (titre datant de 1971) à roi. Le Premier ministre est depuis l'indépendance en 1971  Khalifa ben Salmane Al Khalifa, oncle du roi.

## Contexte politique
La découverte du pétrole dans l'entre-deux-guerres apporta modernisation à Bahreïn et augmenta son influence politique mondiale, doublant l'intérêt qu'avait la Grande-Bretagne pour l'Île.
En 1973, l'émir Sheikh Issa bin Salman Al Khalifa fonde ses réformes sur une constitution. Celle-ci soulignait le caractère héréditaire de la domination du clan et créait une assemblée nationale de 44 membres, dont 30 étaient élus et 14 nommés. Cette assemblée fut dissoute en 1975 après qu’un décret relatif à la sécurité nationale et violant les droits individuels fut la source d’intenses débats. Cette assemblée fut restaurée quand Sheikh Hamad bin Isa Al Khalifa prit le pouvoir après son père. Il crée en 2002 une chambre haute composée de 40 parlementaires nommés par le roi.
L'opposition légale était représentée par deux partis : le Wefaq, chiite, et le Waad, de gauche laïc. Ce dernier a toutefois toujours été privé du moindre siège au Parlement. Tous deux ont été interdits après le soulèvement de 2011.

## Soulèvement de 2011-2012
Le 14 février 2011 se déclencha une vague de contestations politique et sociale, réprimée avec force par le roi, avec l'aide du Conseil de coopération du Golfe.